# Сараевское убийство
Сараевское убийство (серб. Сарајевски атентат, нем. Attentat von Sarajevo) — убийство 28 июня 1914 года эрцгерцога Франца Фердинанда, наследника австро-венгерского престола, и его жены герцогини Софии Гогенберг в Сараеве сербским гимназистом Гаврилой Принципом, входившим в группу из шести террористов (пять сербов и один босниец), координировавшихся Данилой Иличем.
Политической целью убийства было отделение Южно-славянских территорий от Австро-Венгрии и последующее присоединение их к Великой Сербии или Югославии. Члены группы контактировали с сербской террористической организацией под названием «Чёрная рука». Убийство стало поводом для начала Первой мировой войны: Австро-Венгрия предъявила ультиматум Сербии, который был частично отклонён; тогда Австро-Венгрия объявила Сербии войну.
Во главе заговора стояли сербские военные офицеры: полковник Драгутин Димитриевич, его правая рука майор Воислав Танкосич и Раде Малобабич. Танкосич вооружал террористов бомбами и огнестрельным оружием, а также занимался их обучением. Террористы получили доступ к тайным укрытиям и путям, которыми пользовался Малобабич при переправке в Австро-Венгрию оружия и боевиков. Террористы и организаторы нападения, оставшиеся в живых, были арестованы и осуждены. Те из них, кто был арестован в Боснии, были осуждены в Сараеве в октябре 1914 года. Остальные заговорщики были арестованы сербами и по ложным обвинениям расстреляны в пригороде Салоников в 1916—1917 годах.

## Предпосылки

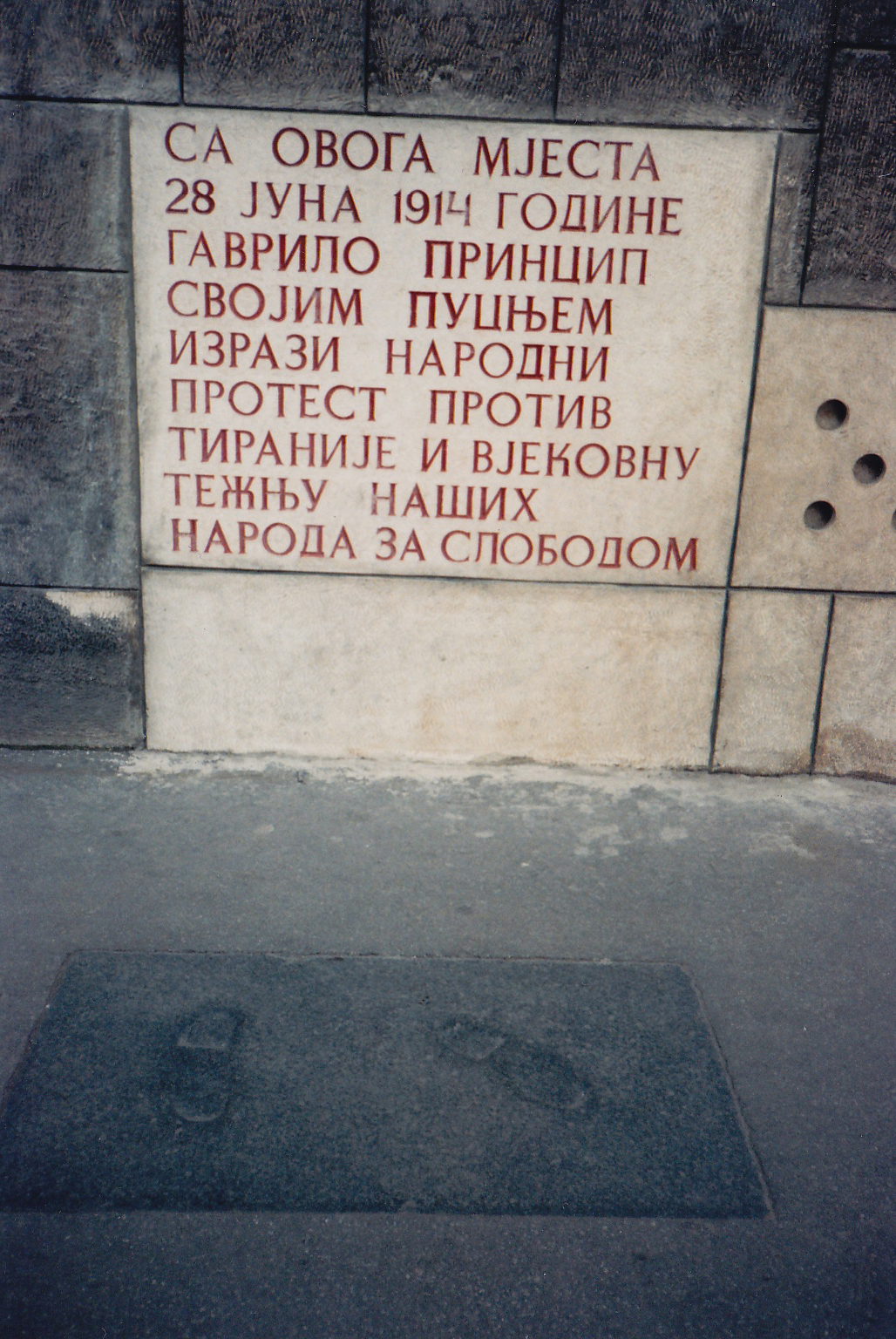
Мемориальная доска на месте убийства, прославляющая Принципа, «выразившего своим выстрелом народный протест против тирании и вековую борьбу наших народов за свободу» (фото сделано в 1987 году; в 1992 году надпись заменена на выполненную в латинице и с нейтральной формулировкой)

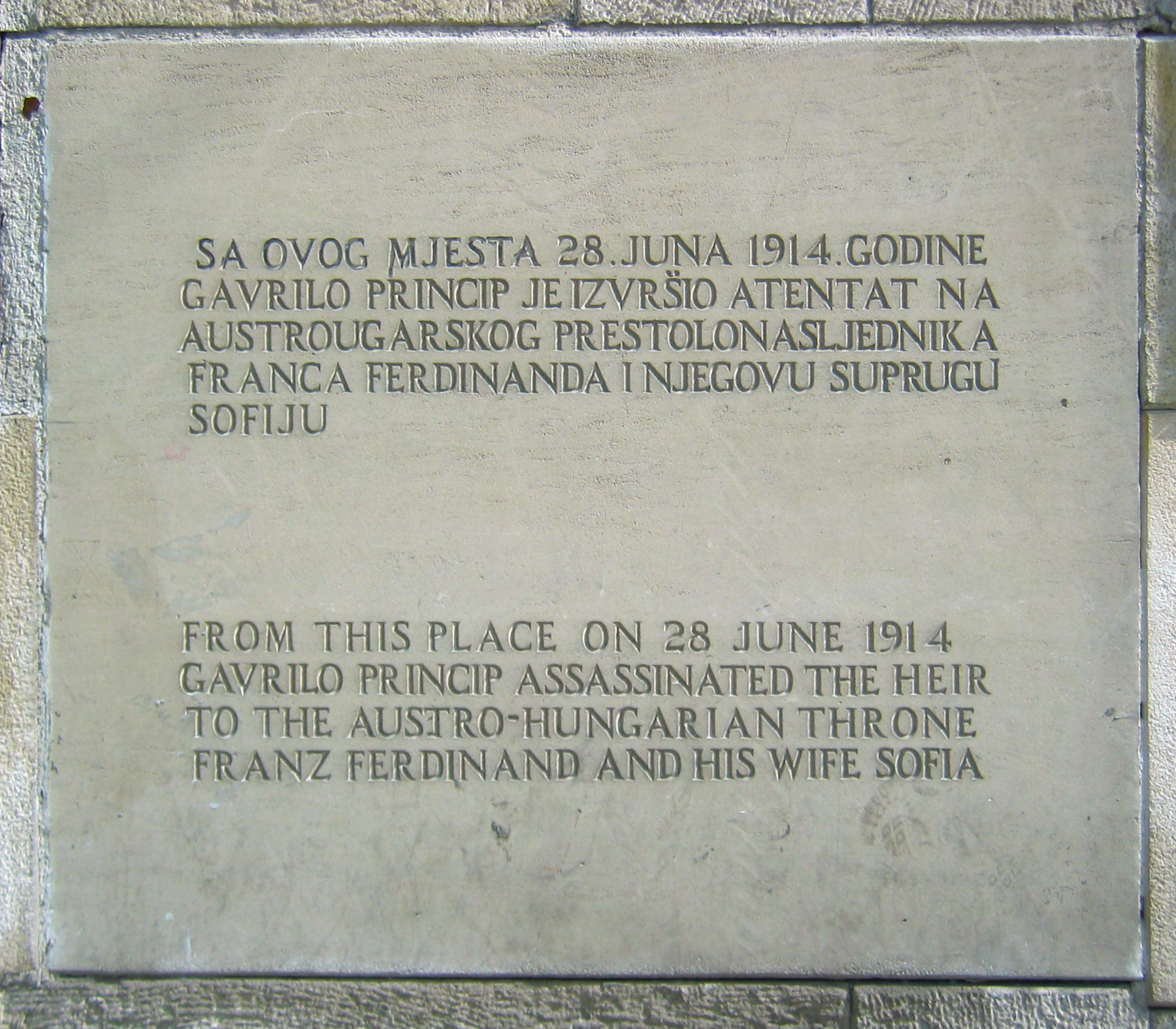
Мемориальная доска на месте убийства (2009)

По берлинскому договору 1878 года, Австро-Венгрия получила мандат на оккупацию и администрирование Боснийского вилайета, значительную часть населения которого составляли сербы, при сохранении формального суверенитета Османской империи. В рамках этого же договора «Великие Державы» (Австро-Венгрия, Британская империя, Франция, Германская империя, Италия, Османская империя и Российская империя) признали за Сербским княжеством суверенитет. Четыре года спустя княжество было преобразовано в Королевство Сербия и было возглавлено князем Миланом IV Обреновичем (после преобразования стал королём Миланом I). После его смерти королём Сербии стал его сын Александр Обренович. Оба короля поддерживали тесные отношения с Австро-Венгрией, основывавшиеся на царствовании в пределах границ, установленных договором.
Ситуация в корне изменилась в мае 1903 года, когда сербские офицеры во главе с Драгутином Димитриевичем штурмом взяли королевский дворец, где жестоко убили короля Александра и его супругу Драгу (в них было выпущено в общей сложности 48 пуль: 30 — в Александра и 18 — в Драгу). Затем королевские тела были раздеты и жестоко растерзаны, а позже выброшены через окно в дворцовый сад. Кроме королевской четы были убиты начальник стражи и два брата королевы (одного из которых Драга хотела сделать наследником престола). Новым королём, популярным в народе, стал Пётр I из династии Карагеоргиевичей.
Новая династия была более националистична и более дружелюбно относилась к России, нежели к Австро-Венгрии. В течение последующих десятилетий споры Сербии с соседями вспыхнули с новой силой, поскольку Сербия пыталась увеличить свою территорию. Небольшие конфликты позже переросли в таможенный спор с Австро-Венгрией в 1906 году (известный как «Свиная война»); Боснийский кризис 1908—1909 годов, в котором Сербия протестовала против аннексии Боснии и Герцеговины Австро-Венгрией; и, в конце концов, в две Балканские войны в 1912—1913 годах, в ходе которых с Македонии и Косова было снято Османское владычество и предотвращено возвышение бывше-союзнической Болгарии.
Успех сербских военных воодушевил недовольных националистов на борьбу с Австро-Венгрией, как в самой Сербии, так и за её пределами. В течение пяти лет (вплоть до 1914) террористами в Сербии и Боснии был совершён ряд покушений на австро-венгерских чиновников, однако все они оказались неудачными.
15 июня 1910 года сербский студент Богдан Жераич предпринял попытку убийства губернатора Боснии и Герцеговины Марьяна Варешанина. Жераич был 24-летним православным сербом из Невесине, Герцеговина, часто наведывавшимся в Белград. Жераич обстрелял генерала пятью пулями, а шестой застрелился сам. Этим своим поступком он вдохновил будущих сербских террористов, в том числе и Принципа, а также его сообщника Неделько Чабриновича. Принцип говорил: «Жераич был моим первым образцом для подражания. В 17 лет я провёл целую ночь на его могиле, размышляя о нашем отчаянном состоянии и о нём самом. Именно там я решился рано или поздно совершить покушение».
В 1913 году император Франц Иосиф назначил Франца Фердинанда наблюдателем военных манёвров в Боснии, намеченных на июнь 1914 года. После манёвров Франц Фердинанд с супругой планировали посетить Сараево для открытия государственного музея в новом помещении. Герцогиня София, по словам их старшего сына герцога Максимилиана, сопровождала мужа из-за опасений за его безопасность.
Чешская графиня рассматривалась при австрийском дворе как простолюдинка. Франц Иосиф дал согласие на её брак с эрцгерцогом лишь при условии, что их дети никогда не займут австрийский трон. 14-летие морганатического брака приходилось как раз на 28 июня. Историк Алан Тейлор отмечает:

[Софи] никогда не могла разделить звание [Франца Фердинанда]… никогда не могла разделить его великолепие, никогда не могла даже сидеть рядом с ним на общественном мероприятии. Была одна лазейка… его жена могла наслаждаться признанием своего ранга, когда он участвовал в военном деле. Таким образом, он решил в 1914 году осмотреть армию в Боснии. Там, в её столице Сараево, эрцгерцог и его жена могли ездить в открытом автомобиле бок о бок… Таким образом, ради любви эрцгерцог шёл на смертьОригинальный текст (англ.)[Sophie] could never share [Franz Ferdinand's] rank ... could never share his splendours, could never even sit by his side on any public occasion. There was one loophole ... his wife could enjoy the recognition of his rank when he was acting in a military capacity. Hence, he decided, in 1914, to inspect the army in Bosnia. There, at its capital Sarajevo, the Archduke and his wife could ride in an open carriage side by side ... Thus, for love, did the Archduke go to his death..
Франц Фердинанд был сторонником увеличения федерализма, и было широко распространено мнение, что он также благоволил триализму, при котором Австро-Венгрия должна была быть реорганизована путём объединения славянских земель в пределах Австро-Венгерской империи в третью корону. Славянское королевство могло стать оплотом сербов против ирредентизма и поэтому Франц Фердинанд был воспринят как угроза теми же ирредентистами. Принцип позже заявил в суде, что предотвращение реформ, запланированных Францем Фердинандом, было одним из его мотивов. День убийства, 28 июня (15 июня по юлианскому календарю), это праздник Святого Вита (в Сербии его называют Видовдан). Кроме того, это день годовщины битвы на Косовом поле — повод для сербских патриотических обрядов.

## Подготовка

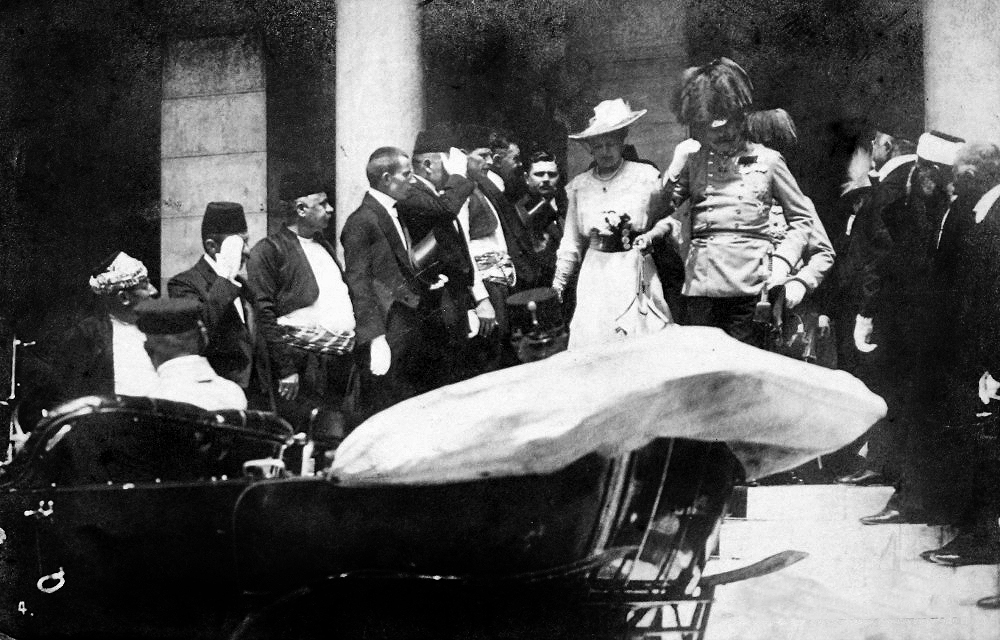
Почтовая открытка с фото эрцгерцога Франца Фердинанда за несколько минут до покушения

### Планирование прямых действий

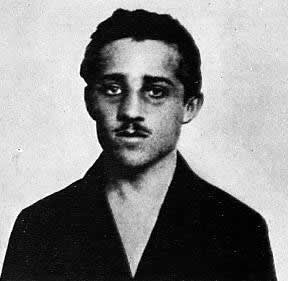
Гаврило Принцип

Данило Илич был православным сербом. Работал школьным учителем и банковским работником, но в 1913—1914 годах перебрался к матери, содержавшей небольшой пансион в Сараеве. Тайно стал лидером сараевской ячейки «Чёрной руки». В конце 1913 года Илич прибыл в Ужице на встречу с сербским полковником Поповичем, бывшим на тот момент членом «Чёрной руки». Илич рекомендует завершить строительство организации и перейти к прямым действиям против Австро-Венгрии. Попович для обсуждения этого вопроса отправляет Илича в Белград к главе сербской военной разведки полковнику Димитриевичу, более известном как Апис. К 1913 году Апис и его товарищи-военные заговорщики берут верх над тем, что к тому времени осталось от «Чёрной руки».
Нет никаких сообщений о том, что именно произошло между Иличем и Аписом, но вскоре после их встречи, правая рука Аписа и член «Чёрной руки», сербский майор Воислав Танкосич, который в это время находился во главе партизанской школы, планирует встречу сербских ирредентистов в Тулузе, Франция. Среди тех, кто был вызван на встречу в Тулузе оказался и Мухамед Мехмедбашич, плотник по профессии и сын обедневшего благородного мусульманина из Герцеговины. Он также являлся членом «Чёрной руки», будучи приведён к присяге организации главой ячейки Боснии и Герцеговины Владимиром Гачиновичем и Данило Иличем. Мехмедбашич был «желающим совершить акт терроризма для возрождения революционного духа Боснии». В ходе встречи в январе 1914 года были обсуждены различные возможные австро-венгерские цели для убийства, в том числе и эрцгерцог Франц Фердинанд. Тем не менее, пока было решено отправить только Мехмедбашича в Сараево для убийства губернатора Боснии Потиорека.
По пути в Боснию из Франции поезд, в котором ехал Мехмедбашич, обыскала полиция в поисках вора. Считая, что полиция разыскивает его, он выбросил в окно поезда нож и бутылку с ядом. В Боснии первым делом он озадачился поиском нового оружия.

### Выбор Франца Фердинанда

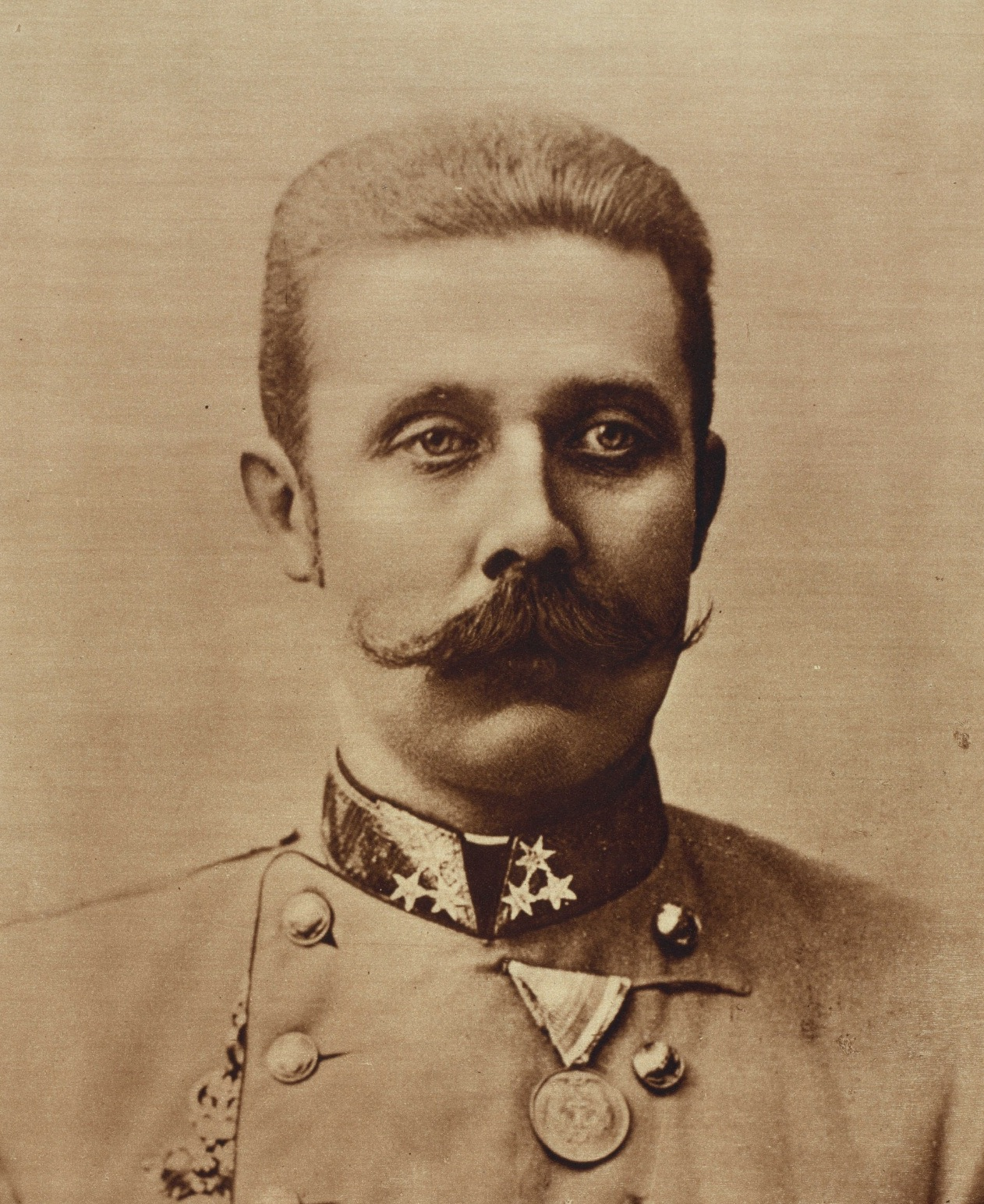
Эрцгерцог Франц Фердинанд

Поиски нового оружия задержали убийство Потиорека. Перед тем как он успел окончательно всё подготовить, Илич вызвал Мухамеда в Мостар (Дедиер называет местом встречи Сараево, а не Мостар). 26 марта 1914 года Илич сообщил Мехмедбашичу, что Белград отменил убийство губернатора. Новым планом стало убийство Франца Фердинанда, и Мехмедбашич должен подготовиться к новой операции. Позже Апис признался сербскому суду, что именно он был заказчиком убийства Франца Фердинанда, будучи в должности главы разведывательного управления.
Илич завербовал сербских юношей Васо Чубриловича и Цветко Поповича сразу после Пасхи для убийства, о чём свидетельствовали показания Илича, Чубриловича и Поповича на сараевском суде. Три юноши — Гаврило Принцип, Трифко Грабеж и Неделько Чабринович — боснийские сербы, подданные Австро-Венгрии, проживавшие в Белграде, свидетельствовали на сараевском суде, что примерно в то же время (немногим позже Пасхи), они планировали убийство: подбирали других боснийских сербов, связывались с бывшим военным Миланом Цигановичем и, через него, майором Танкосичем. Соглашение с военными было достигнуто, оружие отправлено в Сараево.
В принципе согласия достигли быстро, однако поставки оружия были задержаны больше, чем на месяц. Террористы встретились с Цигановичем и тот задержал их. По одной из версий Циганович сказал Грабежу: «Ничего не предпринимайте. Старый император болен и его наследник не поедет в Боснию». Когда Францу Иосифу стало лучше, то операция была возобновлена. Танкосич выдал террористам для тренировки один пистолет.
Наконец, 26 мая было доставлено остальное оружие. Три белградских террориста свидетельствовали о том, что майор Танкосич, непосредственно или через Цигановича, передал им не только шесть ручных гранат, четыре автоматических пистолета «Браунинга» и амуницию, но и деньги, пилюли с ядом, обеспечил тренировки, специальную карту, с нанесённым на неё расположением жандармов, знания о тайных путях, которым пользовались агенты и армия для переправки в Австро-Венгрию, и небольшую карту, позволяющую использовать эти пути. Майор Танкосич подтвердил журналисту и историку Магрини, что он предоставил пистолеты и бомбы, был ответственным за подготовку Принципа, Грабежа и Чабриновича, а также подсказал идею ядовитых пилюль.

### Переправка в Сараево

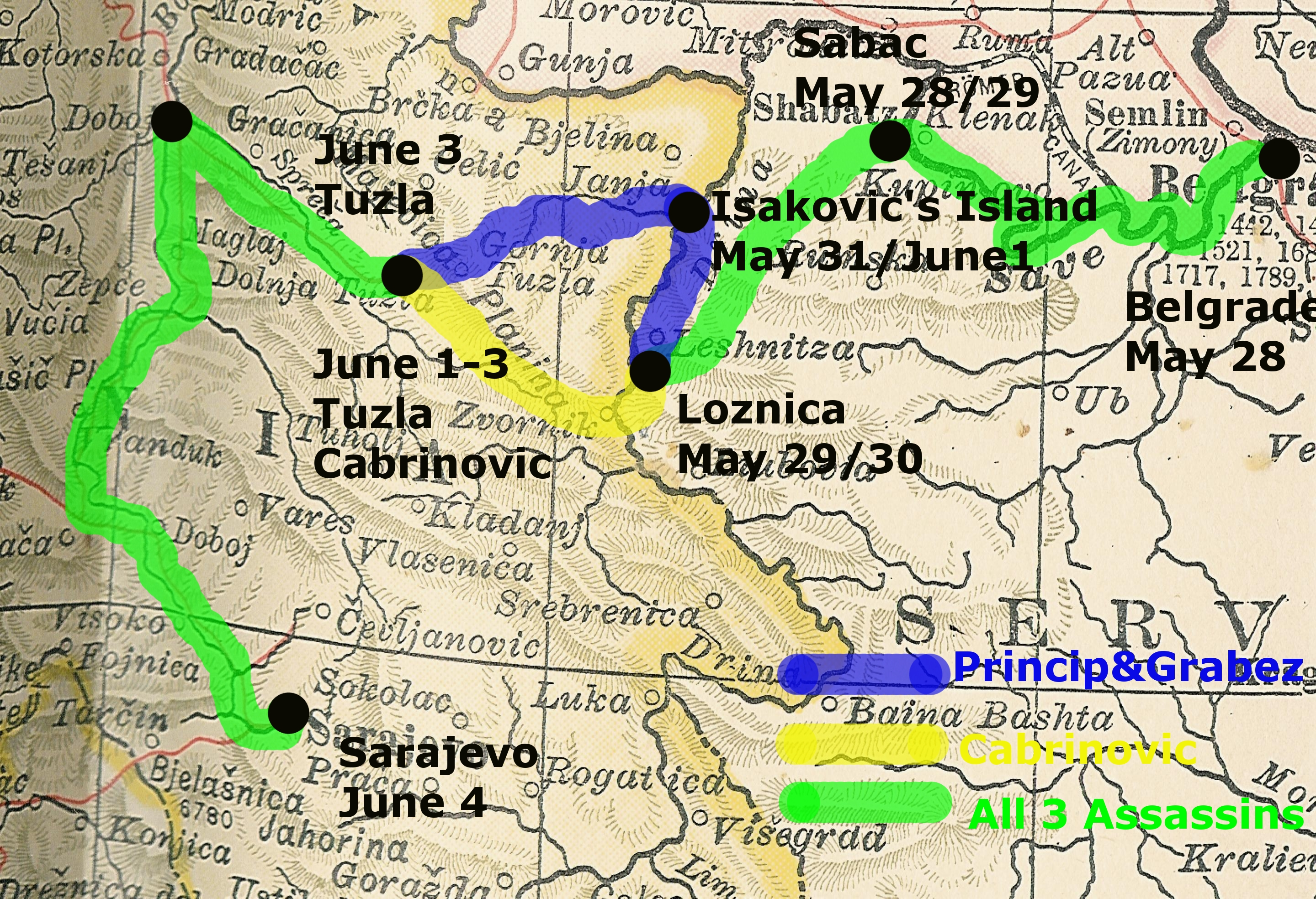
Маршрут террористов из Белграда в Сараево

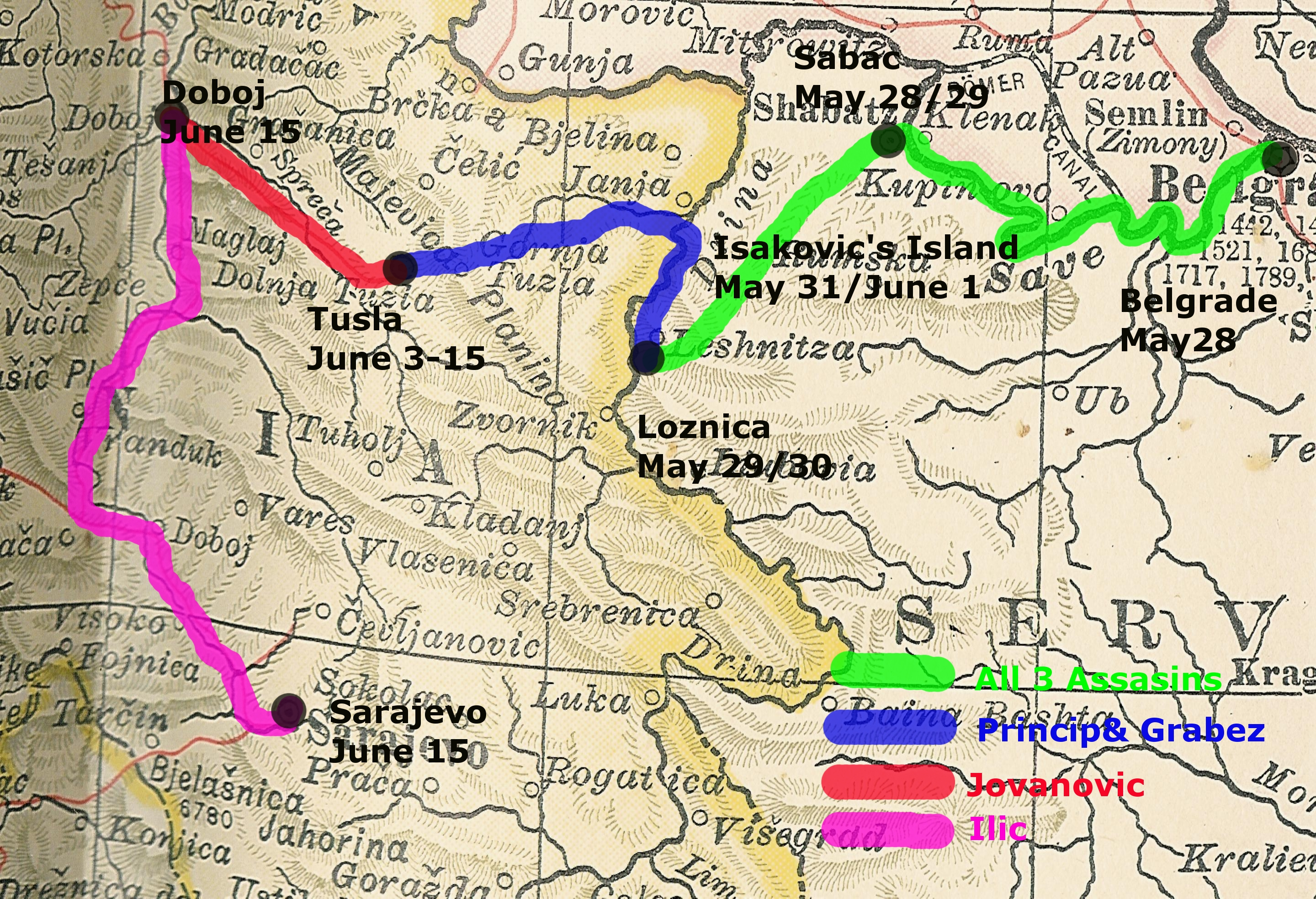
Маршрут оружия из Белграда в Сараево

Принцип, Грабеж и Чабринович покинули Белград на лодке 28 мая и направились вдоль Савы в Шабац, где вручили небольшую карту в руки капитана сербских пограничников Поповича. Попович, в свою очередь, передал им письмо сербскому капитану Првановичу; заполнил форму на трёх должностных лиц таможенного органа, чьими именами должны были представиться террористы, таким образом предоставляя им льготные билеты на поезд до Лозницы, небольшого приграничного городка.
Когда Принцип, Грабеж и Чабринович достигли Лозницы 29 мая, капитан Прванович вызвал троих своих доверенных сержантов, чтобы обсудить, как лучше пересечь границу незамеченными. В ожидании прибытия сержантов, Принцип и Грабеж поссорились с Чабриновичем из-за постоянных нарушений им безопасности. Чабринович оставил заботу об оружии Принципу и Грабежу. Принцип велел Чабриновичу в одиночку отправляться в Зворник, пересечь там границу с помощью новой личности, затем отправиться в Тузлу, где они воссоединятся.
30 мая было принято решение о переправке Принципа и Грабежа через остров Исакович — небольшой остров в середине Дрины, разделяющий Сербию и Боснию. Они и их оружие достигли острова 31 мая. Следовавший вместе с ними помощник Првановича Грбич передал террористов и их оружие агентам сербской «Народной обороны» для последующей транспортировки на территорию Австро-Венгрии и безопасного передвижения по ней. Принцип и Грабеж перешли границу Австро-Венгрии 1 июня. Принцип и Грабеж с оружием передавались от агента к агенту вплоть до 3 июня, когда они прибыли в Тузлу. Здесь они оставили оружие в руках агента «Народной обороны» Мишко Йовановича и встретились с Чабриновичем.
Агенты «Народной обороны» доложили о своей деятельности главе организации Боже Янковичу, который, в свою очередь, доложил о происходящем сербскому премьер-министру Николе Пашичу. В докладе Пашичу появилось новое имя среди военных заговорщиков — имя сербского майора Косты Тодоровича, пограничного комиссара и главы сербской военной разведки. Заметки Пашича включали в себя также прозвище одного из террористов («Трифко» Грабеж) и, кроме того, имя майора Танкосича. Австрийцы позже получили отчёт, записи Пашича и другие подтверждающие документы.
В Тузле Чабринович столкнулся с одним из друзей своего отца, детективом полиции Сараева Иваном Вилой, с которым у него завязалась беседа. По стечению обстоятельств, Принцип, Грабеж и Чабринович сели в один поезд с детективом Вилой. Чабринович расспросил детектива о предстоящем визите Франца Фердинанда в Сараево. На следующее утро Чабринович передал новость своим друзьям, что убийство состоится 28 июня.
По прибытии в Сараево 4 июня пути Принципа, Грабежа и Чабриновича разошлись. Принцип встретился с Иличем, навестил свою семью в Хаджичах и вернулся 6 июня в Сараево в дом матери Илича. Грабеж отправился к своей семье в Пале. Чабринович вернулся в дом своего отца в Сараеве.
14 июня Илич отправился в Тузлу, чтобы переправить оружие в Сараево. Мишко Йованович спрятал всё в большую коробку сахара. 15 июня оба они отправились на поезд до Добоя, где Йованович передал коробку Иличу. В этот же день Илич вернулся в Сараево на поезде, быстро пересел на трамвай, чтобы не быть замеченным полицией. После этого Илич спрятал оружие в чемодане под диваном в доме своей матери. Затем 15 или 16 июня Илич отправился в Брод. В ходе судебного разбирательства, Илич дал спутанные объяснения о причине его поездки: сначала сказал, что он уехал в Брод предотвратить убийство, а затем, что он вернулся в Сараево из Брода предотвратить убийство. По одной из версий, Илич отправился в Брод для встречи с доверенным лицом Аписа, Джюро Шарацем, который имел инструкции на отмену убийства, но позже в Сараево прибыл Малобабич, который подтвердил приказ о нападении.

### Накануне нападения
Илич стал раздавать оружие 27 июня. До 27 июня Илич держал личности террористов из Белграда в тайне от тех, кого он завербовал на месте, и наоборот. Как Мехмедбашич позже говорил Альбертини: «Накануне преступления Илич представил меня Принципу в кафе в Сараево со словами Мехмедбашич тот, кто будет с нами завтра». Затем Илич послал открытку Гачиновичу во Францию. Следующим утром, 28 июня 1914 года, Илич расставил шесть террористов на маршруте кортежа эрцгерцога. Илич шёл по улице, призывая террористов быть храбрыми.

## Нападения

### Кортеж

Схема места убийства

Утром 28 июня 1914 года Франц Фердинанд выехал на поезде из Илиджи в Сараево в сопровождении охраны. На станции в Сараеве его встретил губернатор Оскар Потиорек. Эрцгерцога ожидали шесть автомобилей. По ошибке трое местных офицеров полиции оказались в первой машине с главным офицером службы безопасности эрцгерцога, тогда как другие офицеры службы безопасности остались позади. Во втором автомобиле были мэр и глава полиции Сараева. Третьим в кортеже был открытый автомобиль со сложенным верхом компании «Gräf & Stift» модели Doppel-Phaeton-Karosserie ("Фаэтон с двойным кузовом") мощностью 28/32 PS. В этом автомобиле оказались Франц Фердинанд с Софией, Потиорек, а также владелец автомобиля подполковник Франц фон Харрах. В соответствии с заявленной программой первым мероприятием был осмотр казарм. В 10:00 эрцгерцог со свитой покинул казармы и отправился в ратушу через набережную Аппель.

### Граната
Кортеж достиг первого террориста — Мехмедбашича. Данило Илич расположил его перед кафе «Мостар» и вооружил гранатой, но Мехмедбашич провалил атаку. Далее по маршруту эрцгерцога, на противоположной стороне улицы рядом с рекой Илич расположил Чабриновича и вооружил его гранатой, но он также провалил атаку.
В 10:10 автомобиль Франца Фердинанда поравнялся с Чабриновичем и он бросил гранату. Граната отскочила от откидного верха машины (в тот момент сложенного) на дорогу. Граната взорвалась при приближении следующей машины, оставив в месте взрыва воронку диаметром в 0,3 м и глубиной 0,17 м, и ранив в общей сложности 20 человек.
Чабринович проглотил таблетку с ядом и прыгнул в реку. Самоубийство не удалось: таблетка с ядом вызвала лишь рвоту (вероятно, доза оказалась слишком маленькой или же вместо цианистого калия в таблетке был более слабый яд), а река оказалась неглубокой из-за жаркого лета. Полицейские вытащили Чабриновича из реки, после этого толпа жестоко избила его и только потом его взяли под стражу.
Эрцгерцог приказал остановить автомобиль и распорядился, чтобы раненым оказали первую помощь. В это время толпы народа заслонили машину от других заговорщиков. Кортеж спешно двинулся к Ратуше. Попович, Принцип и Грабеж не смогли ничего сделать из-за того, что кортеж промчался мимо них на большой скорости. Покушение как будто провалилось.

### Ратуша

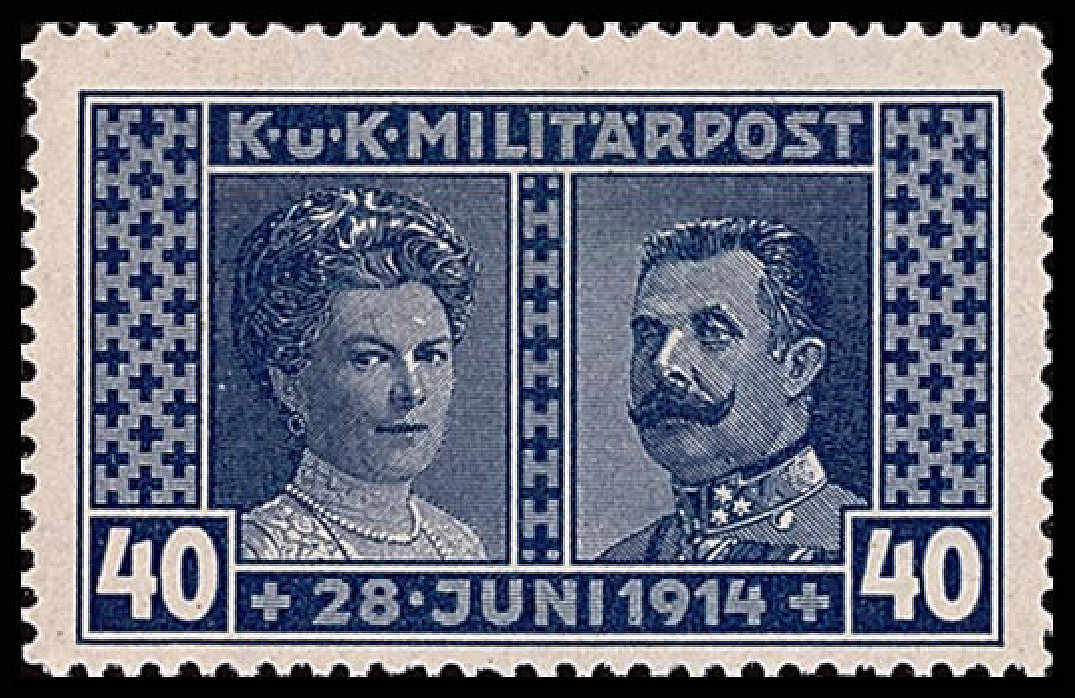
Почтовая марка Австро-Венгрии для Боснии и Герцеговины в память об эрцгерцоге Франце Фердинанде и герцогине Софии, 40 геллеров, 1917 год. Продавалась с наценкой в 2 геллера для постройки церкви «на крови» в Сараеве

По прибытии в Ратушу Франц Фердинанд потерял самообладание. Мэр Сараево Фехим Чурчич, ещё не знавший о случившемся, обратился к эрцгерцогу с приветственной речью, но тот резко прервал его: «Господин мэр, я прибыл в Сараево с дружественным визитом, а в меня кто-то бросил бомбу. Это возмутительно!». Затем герцогиня София что-то прошептала мужу, и после паузы Франц Фердинанд сказал мэру: «Теперь Вы можете говорить». Эрцгерцог успокоился, и мэр произнёс речь. Франц Фердинанд вынужден был ждать, когда ему доставят его речь, находившуюся в подорвавшемся автомобиле. К подготовленному заранее тексту он добавил несколько замечаний по поводу событий того дня, в которых поблагодарил народ Сараево за его отношение к произошедшему.
Местные представители власти и свита эрцгерцога обсуждали, что делать дальше. Барон Морси предложил покинуть Сараево. В ответ Потиорек сказал: «Вы думаете, что Сараево кишит убийцами?». Франц Фердинанд и София отказались от дальнейшей программы и решили навестить раненых в госпитале. Граф Харрах занял защитную позицию на левой подножке автомобиля эрцгерцога. Это подтверждается также фотографиями, сделанными перед Ратушей. В 10:45 Эрцгерцог с супругой вновь оказались в своём автомобиле. Чтобы попасть в госпиталь, минуя центр города, Потиорек решил отправить кортеж вдоль набережной Аппель. Однако, водитель, чех Леопольд Лойка, повернул направо на улицу Франца Иосифа. Причиной его действий послужило то, что помощник Потиорека Эрих фон Меррицци в это время был в больнице, и никто не передал новые распоряжения Лойке.

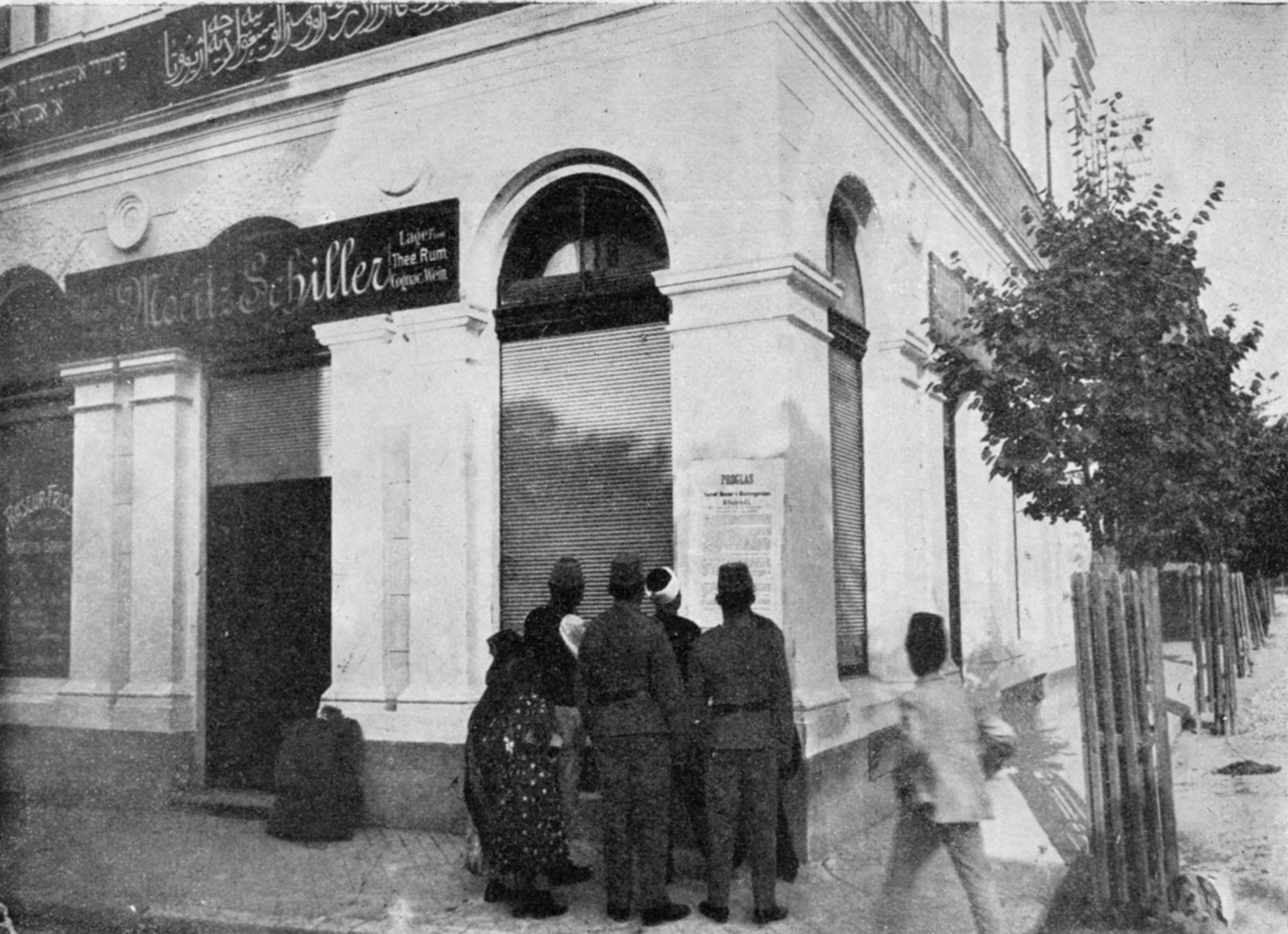
«Деликатесы Шиллера» (1908)

### Убийство

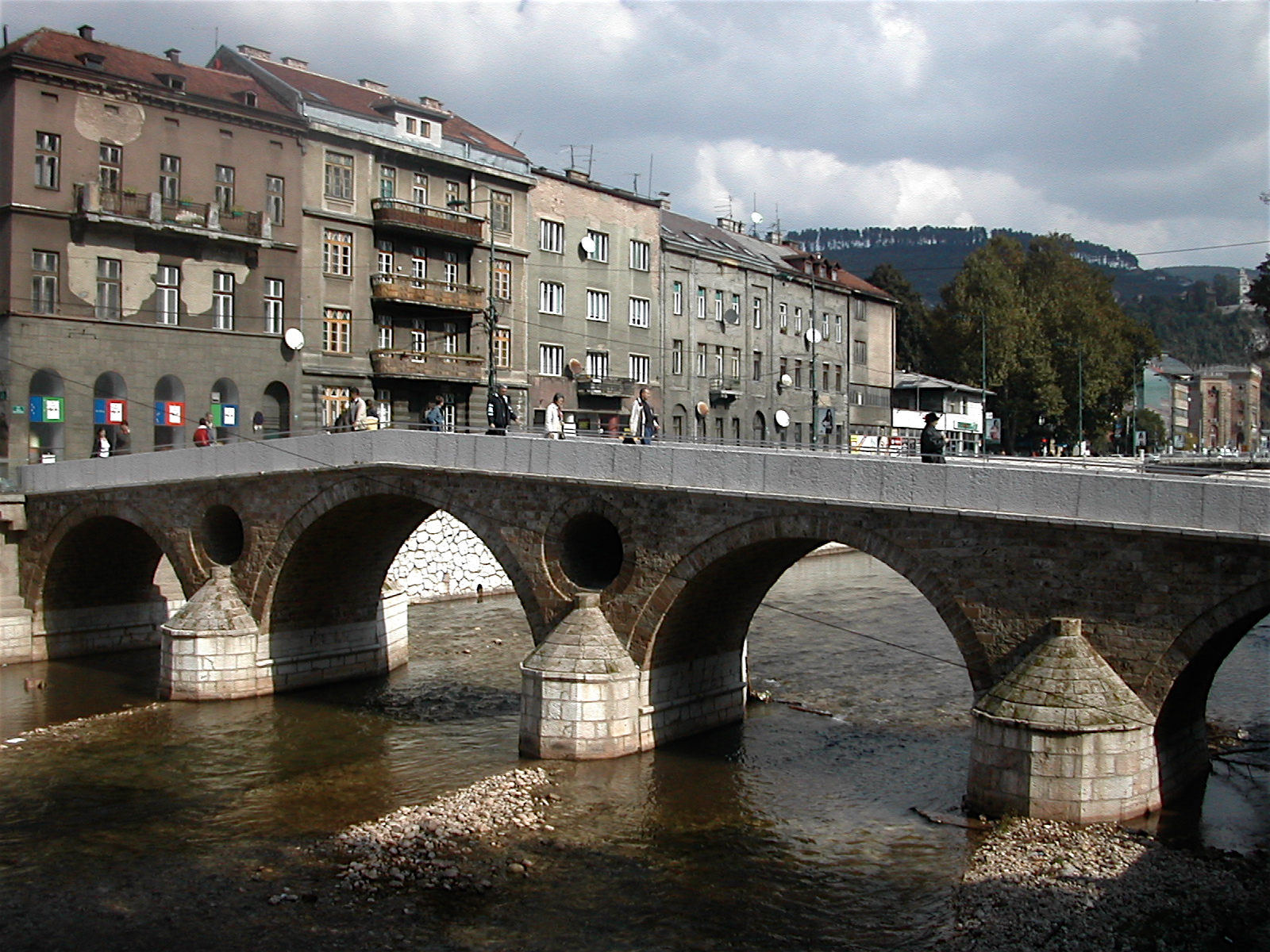
Латинский мост в Сараеве

Узнав, что первая попытка убийства провалилась, Принцип решил совершить нападение на обратном пути эрцгерцога и сменил своё местоположение. Он занял позицию перед соседним продовольственным магазином «Деликатесы Морица Шиллера» неподалёку от Латинского моста.
Когда автомобиль Франца Фердинанда поравнялся с Принципом, тот шагнул вперёд и произвёл два выстрела с расстояния около полутора метров из самозарядного пистолета бельгийского производства модели 1910 калибра 9×17 мм. Террористам были выданы пистолеты с номерами 19074, 19075, 19120 и 19126; Принципу достался № 19074. Первая пуля ранила эрцгерцога в яремную вену, вторая попала Софии в живот, ранения для обоих оказались смертельными. Принцип был тут же арестован. На суде Принцип заявил, что не собирался убивать Софию, а вторая пуля на самом деле предназначалась Потиореку.
Обе жертвы оставались сидеть прямо и скончались по пути в резиденцию губернатора, где им собирались оказать медицинскую помощь. Как сообщал граф Харрах, последними словами эрцгерцога были: «Софи, Софи! Не умирай! Живи для наших детей!»; далее следовали шесть или семь фраз типа «Это ничего» на вопрос Харраха Францу Фердинанду о ранении. После этого последовал предсмертный хрип. Сначала умерла София, затем через десять минут умер Франц Фердинанд.

### Похороны
Альфред, 2-й принц Монтенуово страстно ненавидел Франца Фердинанда и Софию и при попустительстве императора решил превратить их похороны в фарс.

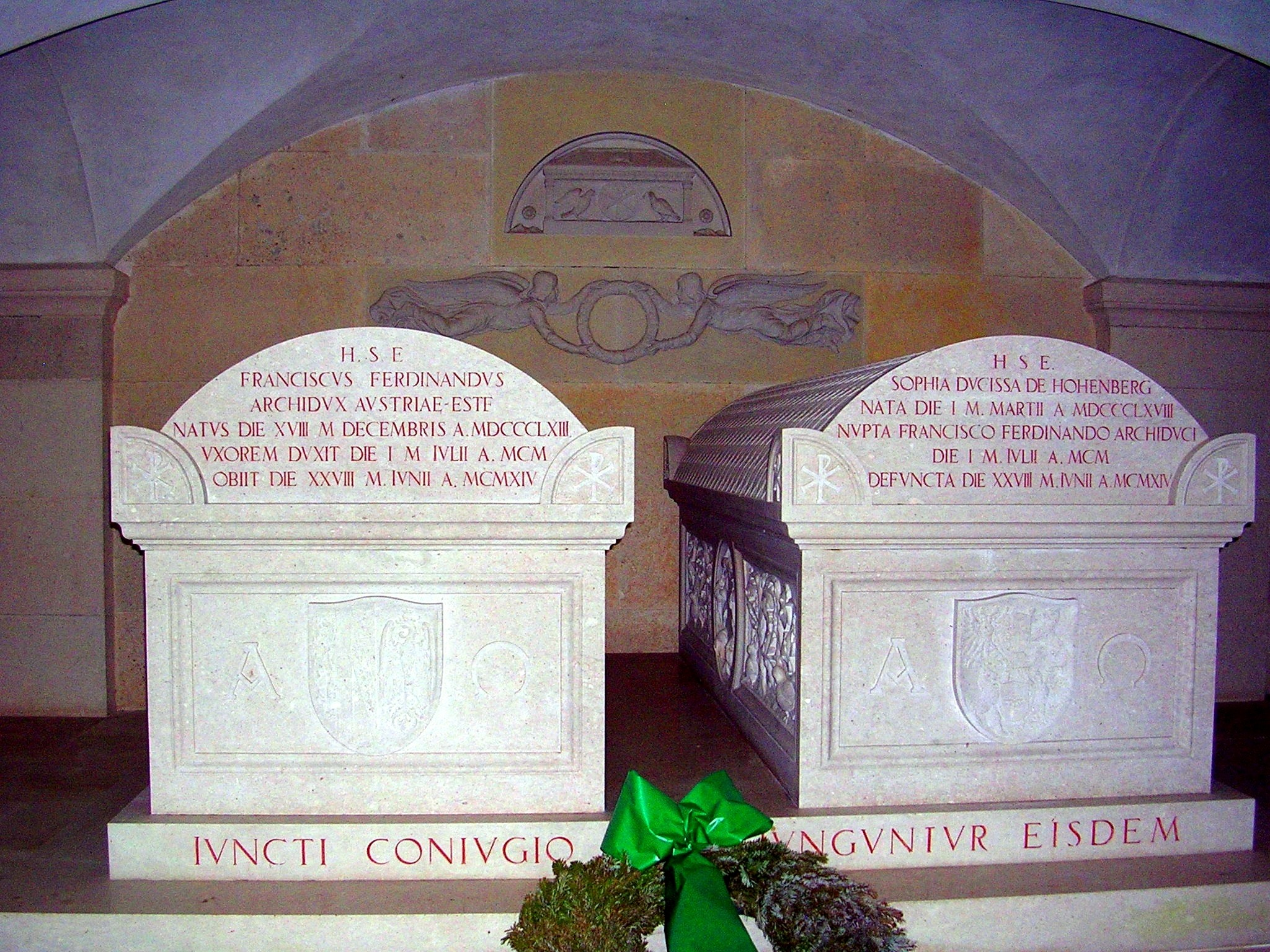
Гробница Франца Фердинанда и Софии в замке Артштеттен

Тела были доставлены в Триест на броненосце SMS Viribus Unitis, а затем специальным поездом в Вену. Хотя большинство членов других королевских семей планировали принять участие в траурных мероприятиях, они были демонстративно не приглашены. Было принято решение организовать скромные похороны с участием только близких родственников, в том числе и троих детей эрцгерцога и герцогини, которые были исключены из немногих публичных церемоний. Офицерскому корпусу было запрещено приветствовать траурный поезд, что привело к возмущению со стороны нового наследника престола эрцгерцога Карла. Общественное прощание было сильно ограничено и ещё более скандально. Эрцгерцог и герцогиня были похоронены в замке Артштеттен, поскольку, из-за особенностей их брака, София не могла быть погребена в Императорском склепе.

### После нападения

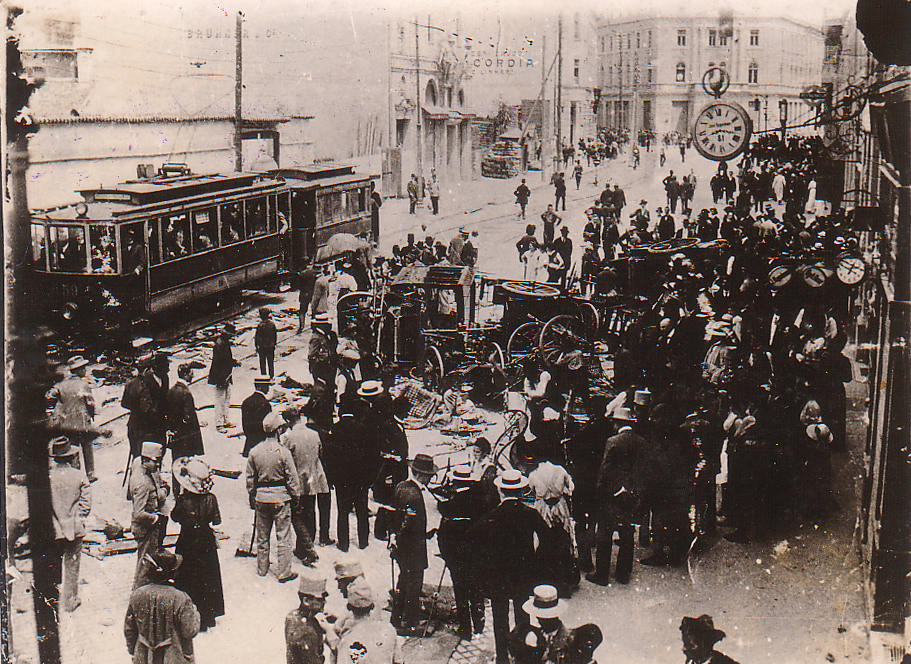
Антисербский погром в Сараеве, 29 июня 1914 года

В течение нескольких часов после убийства в Сараеве вспыхнули антисербские погромы, которые были остановлены военными. В ночь убийства были организованы погромы и в других частях Австро-Венгрии, в частности на территориях современных Боснии и Герцеговины и Хорватии. Считается, что они были организованы и поддерживались Оскаром Потиореком, австро-венгерским губернатором Боснии и Герцеговины. Первые антисербские демонстрации, во главе с последователями Йосипа Франка, были организованы 28 июня в Загребе. На следующий день демонстрация стала более жестокой и переросла в погромы. Полиция и местные власти не предпринимали никаких действий, чтобы остановить насилие против сербов. Писатель Иво Андрич назвал акцию в Сараеве «Сараевским безумием ненависти». Два серба были убиты в первый день погрома в Сараеве, многие подверглись нападению и были ранены; около тысячи домов, школ, магазинов и других заведений, принадлежавших сербам, были разграблены и разрушены.

## Суд и приговор

### Сараевский суд (октябрь 1914)

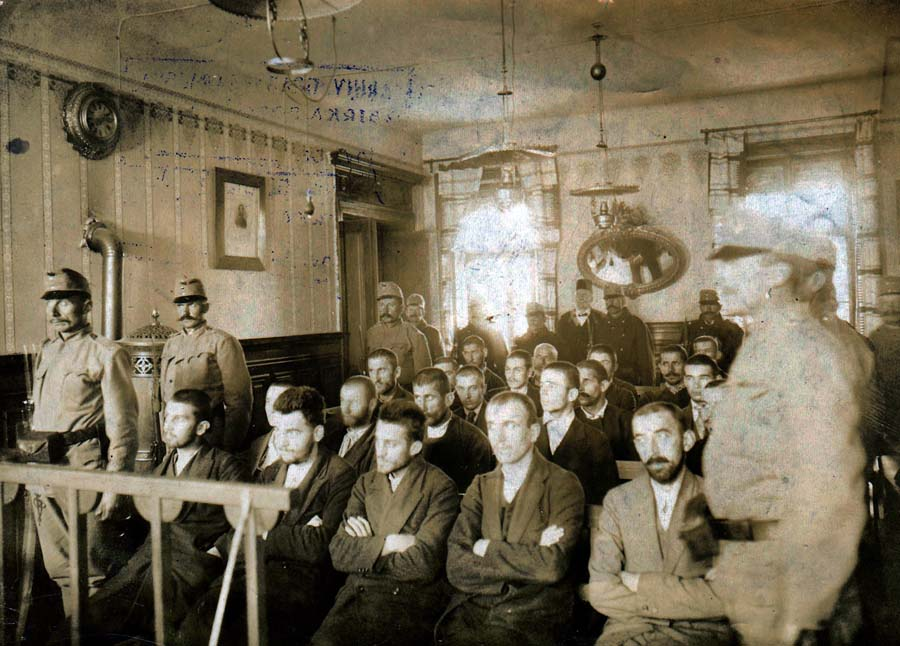
Сараевский суд. Гаврило Принцип в центре в первом ряду; Данило Илич крайний слева в первом ряду

В конечном счёте, все сараевские убийцы были пойманы и преданы суду австро-венгерскими властями, за исключением Мехмедбашича. Он был арестован в Черногории, но позже был отпущен при условии, что он покинет страну. Он отправился в Сербию, где присоединился к майору Танкосичу, но в 1916 году в Сербии Мехмедбашич был арестован по ложным обвинениям. Те австро-венгерские военные, что помогали в переправке оружия и террористов в Сараево, были осуждены вместе с самими террористами. В большинстве обвинительных заключений террористов обвиняли в заговоре с целью государственной измены при участии сербских чиновников. Такое обвинение предусматривало смертную казнь, в отличие от обвинения в заговоре с целью просто убийства. Судебные слушания проходили с 12 по 23 октября; приговор был вынесен и оглашён 28 октября 1914 года.
Совершеннолетние обвиняемые, которым грозила смертная казнь, на суде представляли себя как невольных участников заговора. Ярким примером таких действий являются показания Велько Чубриловича, который помогал с перевозкой оружия и являлся агентом «Народной обороны». Велько заявил суду, что Принцип посмотрел на него и очень строго сказал: «Если вы хотите знать, и именно по этой причине, мы собираемся совершить убийство наследника; и раз вы знаете об этом, вы должны молчать. Если вы предадите нас, вы и ваша семья будете уничтожены». На допросе защитником Чубрилович более подробно рассказал о причинах, побудивших его сотрудничать с Принципом и Грабежем. Он пояснил, что боялся революционной организации, способной совершить великие злодеяния и стоявшей за Принципом, а также объяснил, что он знал, что такая организация, по крайней мере, в одно время существовала в Сербии; и что поэтому он боялся, что его дом будет разрушен, а семья убита, если он не будет выполнять их требования. Кроме того, на вопрос «почему он не испугался угрозы суда и не попросил защиты закона раньше», он ответил: «Я больше боялся террора, нежели закона».
Заговорщики из Белграда, которым не грозила смертная казнь по причине их возраста, во время слушаний брали вину на себя, отводя её от официальных сербских властей, и изменяли свои прежние показания. На перекрёстном допросе Принцип заявил: «Я югославский националист и я верю в объединение всех южных славян в единое государство, свободное от Австрии». Когда Принципа спросили, какими средствами он собирался осуществить это, он сказал: «Посредством террора». Чабринович, тем не менее, показал, что политические взгляды, побудившие его убить Франца Фердинанда, он приобрёл путешествуя по Сербии. Суд посчитал, что, несмотря на показания подсудимых, официальные сербские власти всё же причастны к убийству. Приговор гласил: «Суд рассматривает показания как доказательства того, что и „Народная оборона“ и военные чины Королевства Сербия причастны к шпионажу».
Были вынесены следующие приговоры:
| Имя                 | Приговор |
| ------------------- | --- |
| Гаврило Принцип     | 20 лет |
| Неделько Чабринович | 20 лет |
| Трифун Грабеж       | 20 лет |
| Васо Чубрилович     | 16 лет |
| Цветко Попович      | 13 лет |
| Лазар Джюкич        | 10 лет |
| Данило Илич         | Казнь через повешение (приговор исполнен 3 февраля 1915 года)                                                     |
| Велько Чубрилович   | Казнь через повешение (приговор исполнен 3 февраля 1915 года)                                                     |
| Недьо Керович       | Казнь через повешение; казнь заменена на 20 лет заключения Францем Иосифом по рекомендации министра финансов      |
| Мишко Йованович     | Казнь через повешение (приговор исполнен 3 февраля 1915 года)                                                     |
| Йаков Милович       | Казнь через повешение; казнь заменена на пожизненное заключение Францем Иосифом по рекомендации министра финансов |
| Митар Керович       | Пожизненное заключение                                                                                            |
| Иво Краньцевич      | 10 лет |
| Бранко Загорац      | 3 года |
| Марко Перин         | 3 года |
| Цвиян Степанович    | 7 лет |
| Девять обвиняемых   | Оправданы |

В ходе следствия Чабринович выразил свои сожаления об убийстве. После вынесения приговора он получил письмо с прощением от троих детей, ставшими сиротами по вине убийц. Чабринович, как и Принцип, умер в тюрьме от туберкулёза.
По австро-венгерским законам те, кто на момент совершения преступления не достиг 20 лет, получили по 20 лет тюрьмы. Суд заслушал аргументы относительно возраста Принципа, поскольку были некоторые сомнения в истинности его даты рождения, но пришёл к выводу, что Принцип был несовершеннолетним на момент убийства.

### Суд в Салониках (весна 1917)
В конце 1916 и начале 1917 года между Австро-Венгрией и Францией имели место тайные мирные переговоры. Существуют косвенные доказательства того, что параллельно были проведены переговоры между Австро-Венгрией и Сербией: премьер-министр Сербии Пашич послал свою правую руку Стояна Протича, регент Александр отправил своё доверенное лицо (и любовника) Петара Живковича в Женеву на тайную встречу. Карл Австрийский изложил ключевое требование Австро-Венгрии для возвращения Сербии под контроль правительства Сербии в изгнании: Сербия должна предоставить гарантии, что больше не будет допускать политической агитации внутри страны против Австро-Венгрии.
В течение некоторого времени регент Александр и верные ему офицеры планировали избавиться от военщины во главе с Аписом, поскольку тот представлял собой политическую угрозу власти Александра. Австро-Венгерское предложение мира дало дополнительный импульс этому плану. 15 марта 1917 года Апису и его офицерам был вынесен приговор по различным ложным обвинениям, не связанным с Сараево (дело было повторно рассмотрено в Верховном суде Сербии в 1953 году и все подсудимые были оправданы), сербским военным судом на Салоникском фронте, подконтрольном Франции. 23 мая Апис и восемь его соратников были приговорены к смерти; ещё два офицера были приговорены к 15 годам лишения свободы. Один из обвиняемых умер в ходе судебного разбирательства и обвинения против него были сняты. Высший суд Сербии сократил количество смертных приговоров до семи. Регент Александр изменил четыре приговора, таким образом уменьшив число смертников до трёх. Четверо обвиняемых признали свои роли в сараевском убийстве и их приговор был таким:
| Имя                  | Приговор |
| -------------------- | --- |
| Драгутин Димитриевич | Казнь через расстрел (приговор исполнен 26 июня 1917 года); и плата в 70 динар суду и дополнительные сборы свидетелей               |
| Любомир Вулович      | Казнь через расстрел (приговор исполнен 26 июня 1917 года); и плата в 70 динар суду и дополнительные сборы свидетелей               |
| Раде Малобабич       | Казнь через расстрел (приговор исполнен 26 июня 1917 года); и плата в 70 динар суду и дополнительные сборы свидетелям               |
| Мухамед Мехмедбашич  | 15 лет заключения (приговор изменён; заключённый освобождён в 1919 году); и плата в 60 динар суду и дополнительные сборы свидетелям |

Обосновывая казнь, Пашич писал своему посланнику в Лондоне: «Кроме всего прочего, Дмитриевич (Апис) признался, что именно он отдал приказ об убийстве Франца Фердинанда. Кто теперь может отложить исполнение приговора?».
Как только трое смертников были доставлены на место казни, Апис заметил водителю: «Теперь совершенно ясно и мне и вам, что я должен быть убит сегодня из сербских винтовок только потому, что я организовал протест в Сараеве».
Воислав Танкосич погиб в бою в конце 1915 года, и потому не был предан суду.

## Споры об ответственности

### Сербское «предупреждение» Австро-Венгрии
После убийства посол Сербии во Франции Миленко Веснич и посол Сербии в России подготовили заявления, в которых утверждалось, что Сербия предупреждала Австро-Венгрию о готовящемся убийстве. Сербия опровергла эти утверждения, заявив, что ничего не знала о готовящемся деле. Премьер-министр Пашич опроверг эти заявления в «Az Est» 7 июля и в парижском издании New York Herald 20 июля. Но, в то же время, существовали и другие мнения о предупреждении. Как писал министр образования Сербии Люба Йованович в «KRV Sloventsva», в конце мая или начале июня премьер-министр Пашич обсуждал возможность предстоящего убийства с членами своего кабинета. 18 июня в телеграмме, не содержащей детали, послу Сербии в Вене Йовану Йовановичу было приказано предупредить австро-венгерские власти о том, что у Сербии есть основания полагать, что существует заговор с целью убийства Франца Фердинанда в Боснии. 21 июня посол Йованович встретился с министром финансов Австро-Венгрии Леоном Билинским. Согласно сербскому военном атташе в Вене, полковнику Лесанину, посол Йованович в разговоре с Билинским «…подчеркнул в общих чертах риск эрцгерцога как наследника пострадать от воспалённого мнения общества в Боснии и Сербии. Возможно лично с ним случится некий несчастный случай. Его путешествие может привести к инцидентам и демонстраций, которые Сербия будет осуждать, но это будет иметь фатальные последствия для австро-сербских отношений». Йованович вернулся со встречи с Билинским и сказал Лесанину, что «…Билинский не показал никаких признаков того, что придал большое значение этому сообщению, ограничившись лишь замечанием „Будем надеяться, ничего не случится“ во время прощания и выражения благодарности». Министр финансов Австро-Венгрии не предпринял никаких действий на основе замечаний Йовановича.
В 1924 году Йованович публично заявил, что его предупреждение было сделано по его собственной инициативе, и, что он сказал, что «Среди сербских юношей (в армии) может быть тот, кто зарядит боевой патрон в свою винтовку или револьвер вместо холостого патрона; и он может выстрелить, пуля может поразить человека (Франца Фердинанда), начав провокацию». Объяснения Йовановича на этот счёт менялись на протяжении многих лет и никогда в достаточной степени не совпадали с мнением Лисанина. Билинский не говорил открыто на эту тему, но начальник его пресс-службы подтвердил, что имела место как сама встреча, так и смутное предупреждение, но не было никакого упоминания о солдатах, способных стрелять в эрцгерцога.
За несколько дней до убийства Пашич исполнял обязанности премьер-министра, поскольку в этот период правительство Сербии вошло в политический союз, возглавляемый сербскими военными. Военные благоволили продвижению Йован Йовановича на пост министра иностранных дел и ожидали от Йовановича большей лояльности. Выбрав для передачи сообщения военно лояльного человека, и не включая никакой конкретики (имена заговорщиков и оружие), Пашич, тем самым, повышал свои шансы остаться в живых при любом исходе дела.

### Раде Малобабич
В 1914 году Раде Малобабич возглавлял тайные операции сербской военной разведки против Австро-Венгрии. Его имя обнаружилось в сербских документах, захваченных Австро-Венгрией во время войны. Эти документы описывали переправку оружия, боеприпасов и агентов из Сербии в Австро-Венгрию под руководством Малобабича.
В связи с сокрытием признания Аписа со стороны Сербии и записей суда в Салониках историки изначально напрямую не связывают Малобабича с убийством в Сараеве. Признание Аписа, однако, гласит: «Я поручил Малобабичу организовать убийство во время пребывания Франца Фердинда в Сараеве». На суде в Салониках полковник Любомир Вулович, глава сербских пограничников, свидетельствовал: «В 1914 году, по случаю моей официальной поездки из Лозницы в Белград, я получил письмо в Генштабе [подписанного маршалом Путником, высшим военным офицером Сербии], в котором говорилось, что придут агенты Малобабича и учитель, чьё имя я забыл (Данило Илич был учителем, но неясно, если это был именно он, то как он мог быть одновременно и в Броде и в Лознице), чтобы я мог отправить [sic] их в Боснию. Поэтому я поехал в Лозницу и в тот же день или чуть позже отправил Раде и учителя в Боснию. Вскоре после этого произошло убийство в Сараеве эрцгерцога Франца Фердинанда». Накануне своей казни Малобабич сказал священнику: «Они приказали мне отправиться в Сараево, когда должно было произойти это убийство, и когда все было кончено, они приказали мне вернуться и выполнять другие миссии, а затем началась война». Владимир Дедиер в своей книге «Дорога в Сараево» предоставил дополнительные свидетельские показания о том, что Малобабич прибыл в Сараево накануне убийства и дал окончательное «добро» на операцию Даниле Иличу. Это подтверждает теорию Дедиера о том, что Джюро Шарац 16 июня дал указания Иличу отменить убийство. Вскоре после их признаний Сербия казнила Малобабича, Вуловича и Аписа по ложным обвинениям. Сербия не обнародовала ни одного разъяснения их признаний в отношении Сараевского дела.

### «Чёрная рука» или сербская военная разведка?
Сараевская атака могла быть операцией сербский военной разведки или «Чёрной руки». «Чёрная рука» была тайной организацией, созданной в Сербии в качестве противовеса спонсируемой Болгарией «Внутренней македонско-одринской революционной организации» (сокр. ВМОРО).
После победы Сербии над Болгарией в Македонии в ходе «Балканских войн», «Чёрная рука» стала вымирающей организацией из-за смерти своего главы и неспособность заменить его, неактивности ячеек и разрушения связей между ними, а также сокращения финансирования. К 1914 году «Чёрная рука» уже действовала не в рамках своего устава, а в рамках подчинения начальнику сербской военной разведки Апису; её ряды отныне состояли в основном из сербских офицеров, лояльных к Апису. Наличие признания Аписа в заказе операции, которое начиналось с фразы «В качестве начальника разведывательного управления Генерального штаба»; наличие того факта, что взятие на себя командования военными было вызвано «умирающий состоянием» «Чёрной руки»; наличие того факта, что в соответствии со статьёй 16 устава «Чёрной руки» приказ об убийстве может быть отдан только после одобрения (путём голосования) дирекции Верховного Совета организации, главы организации или его заместителя и отсутствие такого приказа, говорит о том, что ответственность несёт именно сербская военная разведка.
В то же время, тот факт, что Милан Циганович был вовлечён в операцию и ключевыми её агентами были члены «Чёрной руки», с главой ячейки в Боснии и Герцеговине Гачиновичем проводились консультации и что не было никакого официального планирования операции, ответственность лежит и на «Чёрной руке».

### Вырезка из газеты
В ходе судебных заседаний было отмечено, что трое убийц из Белграда пытались взять вину на себя. Чабринович утверждал, что идея убийства Франца Фердинанда посетила его после прочтения вырезки из газеты о предстоящем визите Франца Фердинанда в Сараево, полученной по почте в конце марта. Затем он показал вырезку из газеты Принципу, и на следующий день они договорились, что убьют Франца Фердинанда. Принцип объяснил суду, что он уже знал о предстоящем визите Франца Фердинанда из немецких газет. Принцип продолжал свидетельствовать, что примерно во время Пасхи (19 апреля) он написал аллегорическое письмо Иличу, информируя его о плане убийства Франца Фердинанда. Грабёж показал, что он и Принцип, также примерно во время Пасхи, достигли между собой договорённости о том, кто должен стать жертвой убийства: губернатор Потиорек или Франц Фердинанд; чуть позже они решили остановить свой выбор на Франце Фердинанде. Однако, под следствием подсудимые отказались или не смогли предоставить детали.
26 марта Илич и Мехмедбашич уже согласились убить Франца Фердинанда на основе инструкций из Белграда, предшествовавших газетной вырезке и обсуждению между тремя убийцами из Белграда.

### «Народная оборона»
Сербская военная разведка — в том числе и остатки «Черной Руки» — проникла в «Народную Оборону», используя их подпольные переходы для перемещения через границу террористов и контрабанды их оружия из Белграда в Сараево. В июне 1914 года, слушая доклад главы «Народной Обороны» Божи Янковича, премьер-министр Пашич выразил свои сожаления Янковичу о причастности его организации к сараевскому делу: «Божа проинформировал всех своих агентов, что они не должны сотрудничать ни с кем, у кого нет пароля, который даст Янкович».

### Милан Циганович
Премьер-министр Пашич получил самую свежую информацию о плане покушения. По словам министра образования Любомира Йовановича, информация Пашичем была получена достаточно рано для того, чтобы правительство могло разобраться с пограничниками и предотвратить пересечение границы террористами. Эта информация обсуждалась кабинетом министров в конце мая и за некоторое время до этого. Альбертини сделал вывод, что источником информации был, скорее всего, Милан Циганович.
Косвенные доказательства против Цигановича включали в себя его синекурскую государственную службу, его защиту со стороны начальника полиции и отказ Сербии арестовать его (Австро-Венгрия потребовала Сербию арестовать майора Танкосича и Цигановича, но Сербия арестовала только Танкосича, а Цигановича якобы не смогли найти), защиту Сербией Цигановича во время войны и правительственное обеспечение после неё. В 1917 году в Салониках были осуждены все заговорщики, кроме Цигановича, который на суде даже давал показания против своих товарищей.

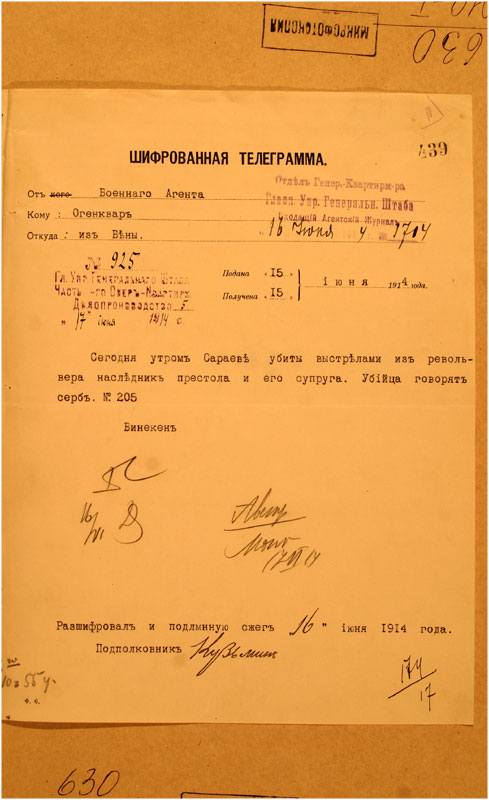
Донесение русского военного агента в Австро-Венгрии полковника Винекена об убийстве.

### Офис российского военного атташе
Когда Апис признался, что он был заказчиком убийства Франца Фердинанда, он заявил, что российский военный атташе Артамонов пообещал защиту России от Австро-Венгрии, если разведывательные операции Сербии будут раскрыты, и что Россия финансировала убийство. В интервью Альбертини Артамонов категорически отрицал причастность России к этому делу. Артамонов заявил, что в это время он был в отпуске в Италии, оставив вместо себя помощника военного атташе Александра Верховского; и хотя тот ежедневно контактировал с Аписом, он узнал о роли Аписа только по окончании войны. Альбертини писал, что он «не был убеждён словами этого офицера». Верховский сначала признал причастность офиса атташе, а затем и вовсе перестал говорить на эту тему.
Существуют доказательства, что на 14 июня Россия была по крайней мере в курсе планов террористов. Де Шелкинг писал:

1 (14) июня 1914 император Николай имел беседу с королём Карлом в Констанце в Румынии. Я был там в то время … насколько я мог судить из моего разговора с членам его окружения [министром иностранных дел России Сазоновым], он [Сазонов] был убежден, что, если эрцгерцог [Франц Фердинанд] уйдёт в сторону, мир в Европе не окажется под угрозой.Оригинальный текст (англ.)On 1 June 1914 (14 June new calendar), Emperor Nicholas had an interview with King Charles I of Roumania, at Constanza. I was there at the time … yet as far as I could judge from my conversation with members of his (Russian Foreign Minister Sazonov's) entourage, he (Sazonov) was convinced that if the Archduke (Franz Ferdinand) were out of the way, the peace of Europe would not be endangered.

## Последствия

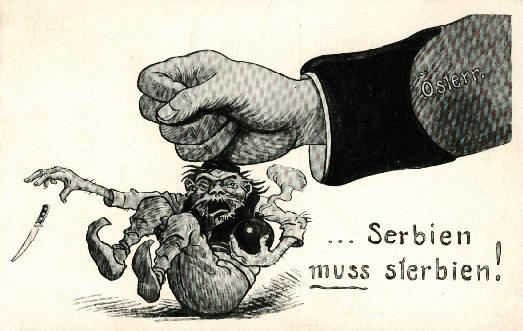
Serbien muss sterb[i]en! («Сербия должна умереть!»; последнее слово изменено для рифмы).
Пропагандная карикатура показывает руку Австрии, уничтожающая сербского террориста

Убийство наследника Австро-Венгерской империи и его жены привело в шоковое состояние всю Европу и увеличило число симпатизирующих австрийской позиции. В течение двух дней с момента убийства Австро-Венгрия и Германия советовали Сербии начать расследование, но генеральный секретарь сербского министерства иностранных дел Славко Груич ответил: «Ничего не было сделано до сих пор и дело не касалось сербского правительства». Далее последовал обмен гневными высказываниями между австрийским поверенным в делах и Груичем в Белграде. После проведения уголовного расследования, проверки того, что Германия будет соблюдать все пункты военного соглашения и убеждения скептически настроенного венгерского графа Тиса, Австро-Венгрия отправила официальное письмо правительству Сербии. Письмо напоминало Сербии о её обязательстве уважать решение «Великих Держав» в отношении Боснии и Герцеговины и поддерживать добрососедские отношения с Австро-Венгрией. Письмо содержало конкретные требования о запрете изданий, пропагандирующих ненависть к Австро-Венгрии и нарушение её территориальной целостности; увольнении с военной и государственной службы всех офицеров и чиновников, занимающихся антиавстрийской пропагандой; аресте на сербской земле всех причастных к сараевскому убийству; принятии эффективных мер к предотвращению контрабанды оружия и взрывчатки в Австрию; и другие требования.

Это письмо стало известно как «Июльский ультиматум», и Австро-Венгрия заявила, что, если Сербия не примет все требования в течение 48 часов, то австро-венгерский посол будет отозван из Сербии. Получив телеграмму со словами поддержки из России, Сербия мобилизовала свою армию и ответила на письмо, полностью принимая пункты № 8 «о принятии эффективных мер к предотвращению контрабанды оружия и взрывчатки в Австрию, аресте пограничников, помогавших убийцам пересечь границу» и № 10 «о беззамедлительном информировании австрийского правительства о мерах, принятых согласно всем пунктам». Сербия фактически или частично приняла пункты № 1 «о запрете изданий, пропагандирующих ненависть к Австро-Венгрии и нарушение её территориальной целостности», № 2 «о закрытии общества „Народная Оборона“ и других организаций, ведущих пропаганду против Австро-Венгрии» и № 5 «о сотрудничестве с австрийскими властями в подавлении движения, направленного против целостности Австро-Венгрии». По пунктам № 3 «об исключении антиавстрийской пропаганды из народного образования», № 4 «об увольнении с военной и государственной службы всех офицеров и чиновников, занимающихся антиавстрийской пропагандой», № 7 «об аресте майора Танкосича и Милана Цигановича, причастных к сараевскому убийству» и № 9 «об объяснении насчёт враждебных к Австро-Венгрии высказываний сербских чиновников в период после убийства» Сербия потребовала доказательств. Пункт № 6 «о проведении расследования при участии австрийского правительства против каждого из участников сараевского убийства» был полностью отвергнут, поскольку затрагивал суверенитет страны. Сербский ответ от 25 июля был расценён австрийцами как неудовлетворительный и Австро-Венгрия разорвала все дипломатические отношения с Сербией.
На следующий день сербские резервисты, перевозимые на пароходе по Дунаю, пересекли австро-венгерскую границу и австро-венгерские солдаты вынуждены были стрелять в воздух, чтобы предупредить их. Отчёт об этом инциденте был изначально отрывочен и императору Францу Иосифу сообщили о нём, как о «значительной перестрелке». Затем 28 июля 1914 года Австро-Венгрия объявила войну и мобилизовала часть своих войск в противовес уже мобилизованной сербской армии. В соответствии с тайным договором от 1892 года Россия и Франция были обязаны мобилизовать свои армии, если хотя бы одна из армий Тройственного союза была мобилизована. Мобилизация России дала импульс полным австро-венгерской и немецкой мобилизациям. Вскоре все «Великие державы», за исключением Италии, выбрали сторону и вступили в войну.

## Музейные экспонаты
Оружие Принципа, автомобиль, в котором ехал Франц Фердинанд, его окровавленный светло-голубой мундир и кушетка, на которой умер эрцгерцог, находятся в постоянной экспозиции Военно-исторического музея в Вене.

Пуля, выпущенная Гаврилой Принципом в эрцгерцога (также её называют «пулей, начавшей Первую мировую войну»), хранится в замке Конопиште рядом с чешским Бенешовом.

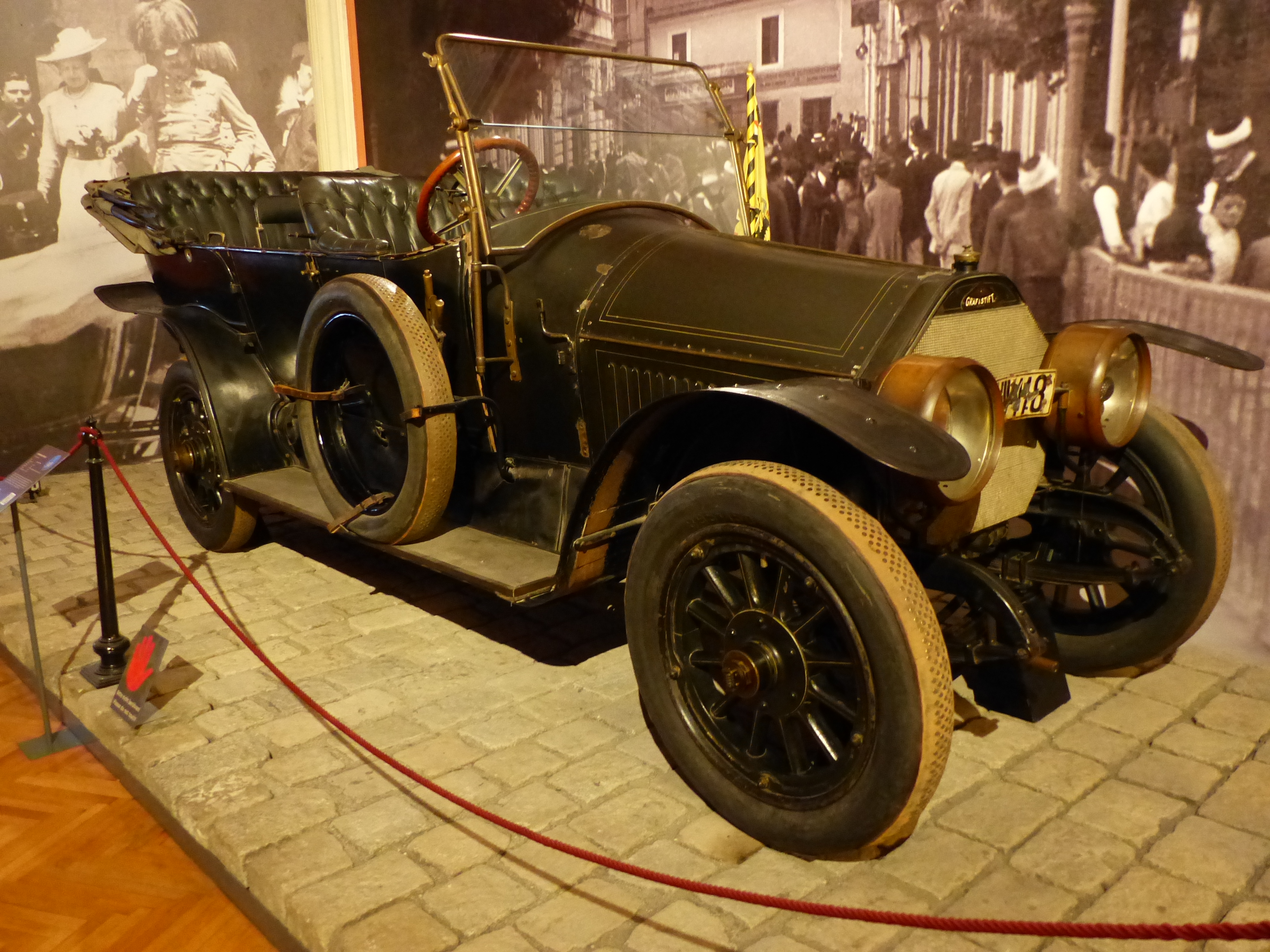
Автомобиль, в котором были убиты Франц Фердинанд и его супруга в Сараево. Военно-исторический музей (Вена)
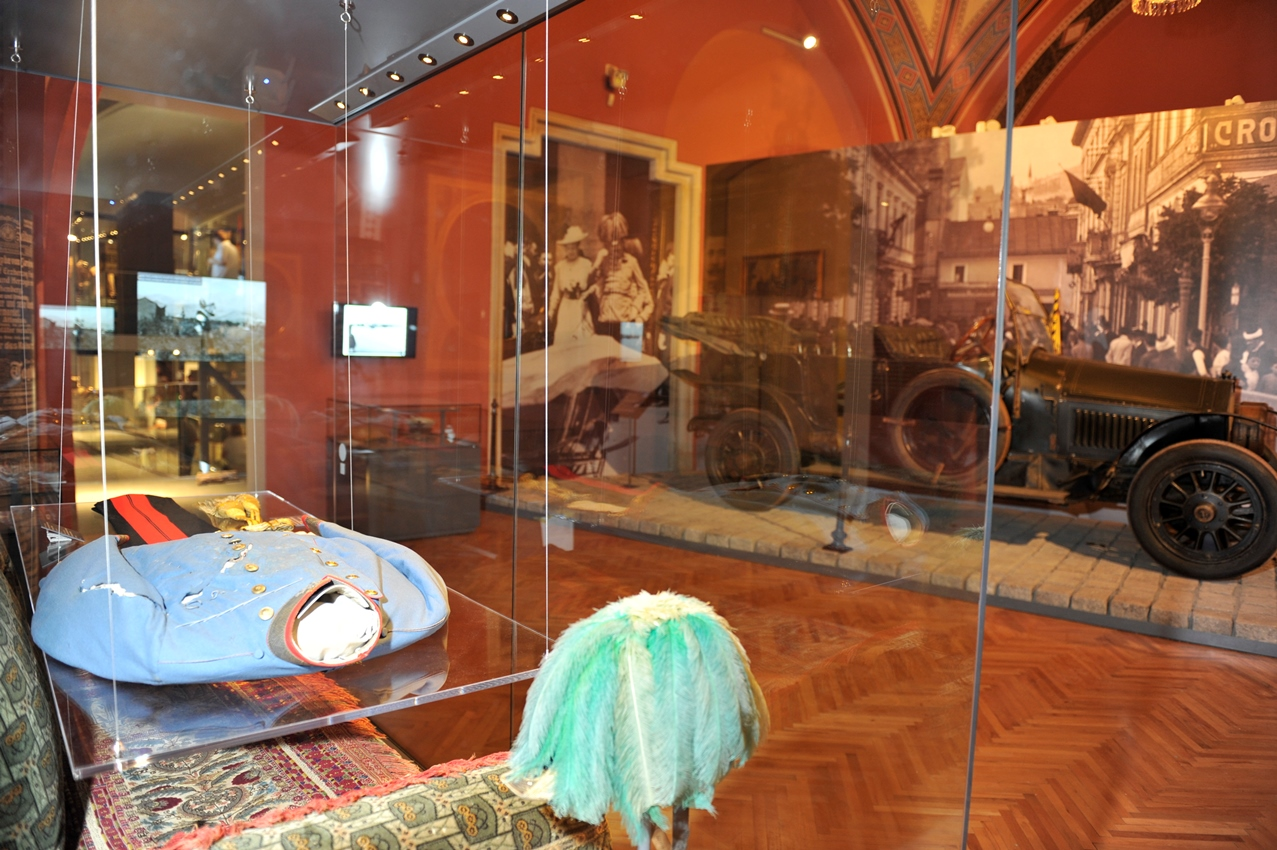
Экспозиция военно-исторического музея
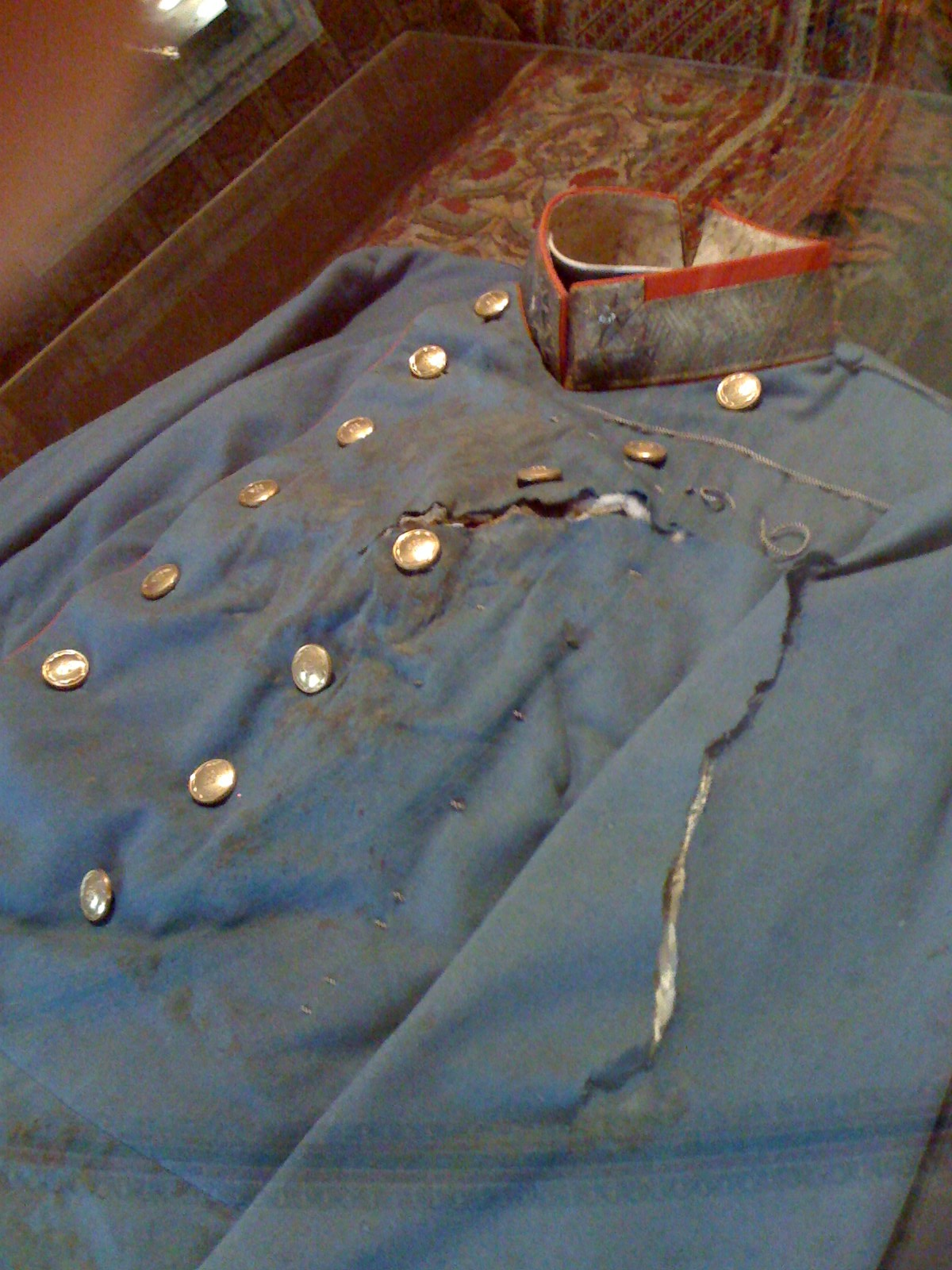
Окровавленный мундир Франца Фердинанда

## В культуре
- С обсуждения главными героями Сараевского убийства начинается роман Я. Гашека «Похождения бравого солдата Швейка».
- Шотландская инди-рок-группа Franz Ferdinand, названная в честь эрцгерцога[162], посвятила ему и его супруге несколько песен, в том числе «Take Me Out»[163] и «All for You, Sophia».
- 1975 — Покушение в Сараево / Atentat u Sarajevu / The Day That Shook the World (реж. Велько Булайич / Veljko Bulajić) — художественный фильм
- 2014 — Сараевское убийство / L’attentat de Sarajevo (реж. Недим Лончаревич / Nedim Lončarević) — документальный фильм
- 2014 — Покушение. Сараево, 1914-й / Das Attentat — Sarajevo 1914 (реж. Андреас Прохаска / Andreas Prochaska) — художественный фильм
- 1993 — Агата Кристи в клипе на песню «Новый год», где также показаны сербские погромы в Сараево
- 2022 — Шведская пауэр-метал группа Sabaton посвятила свою песню «Sarajevo» убийству эрцгерцога и начавшейся после этого Первой мировой войне
- 2017 — Канадская группа The Dreadnoughts написала песню посвященную Гавриле Принципу «Gavrilo»
- 2021 — сербский басист Ненад Василич «Gavrilo´s Prinzip»
- 2005 — One Two Three Four «Gavrilo Princip»
- 1993 — The Wonderful World «Blues for Gavrilo Princip»